# Capgemini
Capgemini — французька консалтингова транснаціональна корпорація зі штаб-квартирою в Парижі. Зі 180 тис. працівників у понад 40 країнах це одна з найбільших у світі компаній у сфері консалтингу, інформаційних технологій та аутсорсингу.

## Історія
Capgemini було засновано Сержом Кампфом 1 жовтня 1967 року в Ґреноблі під назвою Société pour la Gestion des Entreprises et le Traitement de l’Information (скор. Sogeti, укр. Товариство з управління й обробки даних). У березні 1973 року Серж Кампф утворює Cap Sogeti, особисто придбавши 15-відсотковий пакет акцій одного зі своїх головних конкурентів, Centre d’analyse et de Programmation (скор. CAP, укр. Центр аналізу і програмування), заснованого 1962 року. Рік потому, у вересні 1974 року, компанія поглинає Gemini Computers Systems, стаючи Cap Gemini Sogeti. 1985 року вона виходить на Паризьку фондову біржу.
1996 року, після подальшого розширення, група компаній змінює назву на Cap Gemini. У травні 2000 року в результаті придбання в Ernst & Young консалтингового відділу постає Capgemini Ernst & Young, яка трохи згодом, 2004 року, скоротить свою назву до самого лише Capgemini. Sogeti залишається частиною групи як дочірнє підприємство.
У 2017 році Cap Gemini S.A. стає Capgemini SE, а тикерна назва аналогічно змінюється з CAP GEMINI на CAPGEMINI.
У липні 2020 року Capgemini повідомила, що її було названо піонером у Everest Group's Guidewire IT Services під назвою "Guidewire Services PEAK Matrix® Assessment 2020 — встановлення ключової фази на хмарі".
У червні 2021 р., Capgemini почала співпрацювати з Sanofi, Orange та Generali для запуску Future4Care, європейського стартап акселератора, орієнтованого на сферу охорони здоров'я.

## Поглинання
У 2018 році було придбано філадельфійську цифрову компанію LiquidHub за 500 мільйонів доларів США, з метою сприяння цифровому та хмарному зростанню Capgemini в Північній Америці. Велика бекенд команда компанії базується в Індії. Більш ранні поглинання Capgemini включали Kanbay за 1,2 млрд. дол. США та iGate за 4 мільярди доларів.
У 2019 році Capgemini придбала Altran, що принесло залучило до компанії нових працівників; штат почав перевищувати 250 000 осіб. Це було найбільше придбання в історії компанії. В рамках поглинання, Capgemini придбала Frog Design Inc., яка була інтегрована в Capgemini Invent; кілька інших недавніх поглинань у цифровій сфері та сфері дизайну були об'єднані в структурі Frog Design Inc. 